# Andrew Leith Adams
Andrew Leith Adams (* 21. März 1827 in Bellfield, Banchory, Kincardineshire, Schottland; † 29. Juli 1882 in  Queenstown, heute Cobh im County Cork, Irland) war ein schottischer Mediziner, Naturforscher und Geologe.

## Leben und Wirken
Adams war der zweite Sohn von Francis Adams (1796–1861), der als Arzt eine Praxis in Banchory betrieb und als Übersetzer griechischer medizinischer Werke von Hippokrates bekannt war.
Andrew Leith Adams studierte Medizin. Von 1848 bis 1873 war er als Chirurg im Army Medical Department beim Militär tätig. 1861 wurde er Surgeon Major. Bei seinen Auslandseinsätzen nutzte er die Gelegenheiten, naturgeschichtlich in Indien, Kaschmir, Ägypten, Malta, Gibraltar und Kanada zu forschen. Seine Beobachtungen über fossile Wirbeltiere der Inseln von Malta führten ihn zu Studien über fossile Elefanten, einem Gebiet, auf dem er zu einer anerkannten Autorität wurde.
Adams verließ 1873 das Militär. Er wurde 1873 Professor für Zoologie am Trinity College Dublin und 1878 Professor für Naturgeschichte am Queen’s College Cork (jetzt University College Cork). Letzteren Posten behielt er bis kurz vor seinem Tod.

## Ehrungen
Adams wurde 1870 Mitglied der Royal Geographical Society, 1872 wurde er als Mitglied („Fellow“) in die Royal Society of Edinburgh aufgenommen.

## Schriften
Adams schrieb neben wissenschaftlichen Beiträgen zu Fachzeitschriften auch Reisebücher, deren bekanntestes Notes of a naturalist in the Nile Valley and Malta ist. Hier eine Auswahl seiner Beiträge und Bücher:
- Notes on the habits, haunts, etc. of some of the birds of India. In: Proc. Zool. Soc. London. Band 26, 1859, S. 466–512.
- The birds of Cashmere and Ladakh. In: Proc. Zool. Soc. London. Band 27, 1859, S. 169–190.
- Notes of a Naturalist in the Nile Valley and Malta. Edinburgh 1870 (195 S.).
- On the dentition and osteology of the Maltese fossil elephant, being a description of the remains discovered by the author in Malta between the years 1860 and 1866. In: Trans. Zool. Soc. Lond. Band 9, 1874, S. 1–124.
- On a fossil saurian vertebra, Arctosaurus osborni from the Arctic region. In: Proceedings of the Royal Irish Academy. Band 2, 1875, S. 177–179.
- Monograph on the British Fossil Elephants. In: Palaeontographical Soc. London 1877.